# Anisaedus stridulans
Anisaedus stridulans är en spindelart som beskrevs av González 1956. Anisaedus stridulans ingår i släktet Anisaedus och familjen Palpimanidae.
Artens utbredningsområde är Peru. Inga underarter finns listade i Catalogue of Life.